# Huehuetenango (departament)
Huehuetenango – jeden z 22 departamentów Gwatemali, położony w zachodniej części kraju. Stolicą departamentu jest miasto Huehuetenango. W skład departamentu wchodzą 32 gminy (municipios). Departament graniczy na wschodzie z departamentem Quiché, na południu z departamentami Totonicapán, Jutiapa i San Marcos (departament), natomiast zachodnią i północną granicę stanowi granica państwowa z Meksykiem. Jest to jeden z najbardziej zróżnicowanych etnicznie departamentów Gwatemali.
Najważniejszymi miastami w departamencie oprócz stołecznego są Barillas, Jacaltenango, Soloma i San Mateo Ixtatán. Departament ma charakter wybitnie górzysty (Sierra Madre de Chiapas), a tylko północno-wschodni kraniec obniża się w kierunku nizin deaprtamentu Petén. Średnie wyniesienie nad poziom morza wynosi 2000 m, natomiast klimat ze względu na wyniesienie jest zmienny od ciepłego do zimnego. Średnia minimalna temperatura wynosi 9 °C a maksymalna 22 °C. 

## Podział administracyjny
1. Aguacatán
2. Chiantla
3. Colotenango
4. Concepción Huista
5. Cuilco
6. Huehuetenango
7. Ixtahuacán
8. Jacaltenango
9. La Democracia
10. La Libertad
11. Malacatancito
12. Nentón
13. San Antonio Huista
14. San Gaspar Ixchil
15. San Juan Atitán
16. San Juan Ixcoy
17. San Mateo Ixtatán
18. San Miguel Acatán
19. San Pedro Necta
20. San Rafael La Independencia
21. San Rafael Petzal
22. San Sebastián Coatán
23. San Sebastián Huehuetenango
24. Santa Ana Huista
25. Santa Bárbara
26. Santa Cruz Barillas
27. Santa Eulalia
28. Santiago Chimaltenango
29. San Pedro Soloma
30. Tectitán
31. Todos Santos Cuchumatán
32. Unión Cantinil